# 안젤로 인판티
안젤로 인판티(Angelo Infanti, 1939년 2월 16일 ~ 2010년 10월 12일)는 이탈리아의 영화배우이다.
차가롤로에서 태어났으며 티볼리에서 사망하였다. 사인은 심근 경색이다.

## 영화
- 레터스 투 줄리엣 (2010년) - 체스 플레잉 로렌조 역
- 애프터 러브 (2009년)
- 죽음의 터널 (2005년)
- 네스트 (2002)
- 에스코트 (1993년)
- 마지막 총성 (1991년)
- 블러드 타이 (1986년)
- 어시지 언더그라운드 (1985년)
- 피에라 이야기 (1983년)
- 더 스칼렛 앤 더 블랙 (1983년)
- 검은 종마 2 (1983년)
- 스퀴즈 (1978년)
- 엠마뉴엘 인 아프리카 (1975년)
- 몬테 크리스토 백작 (1975년)
- 그리고 지금 나의 사랑 (1974년)
- 살인 영장 (1972년)
- 대부 (1972년) - 파브리지오 역
- 호주 소녀 (1971년)
- 르망 (1971년)
- 파멸 (1970년)
- 약속 (1969년)